# Villa Henriette (Radebeul)

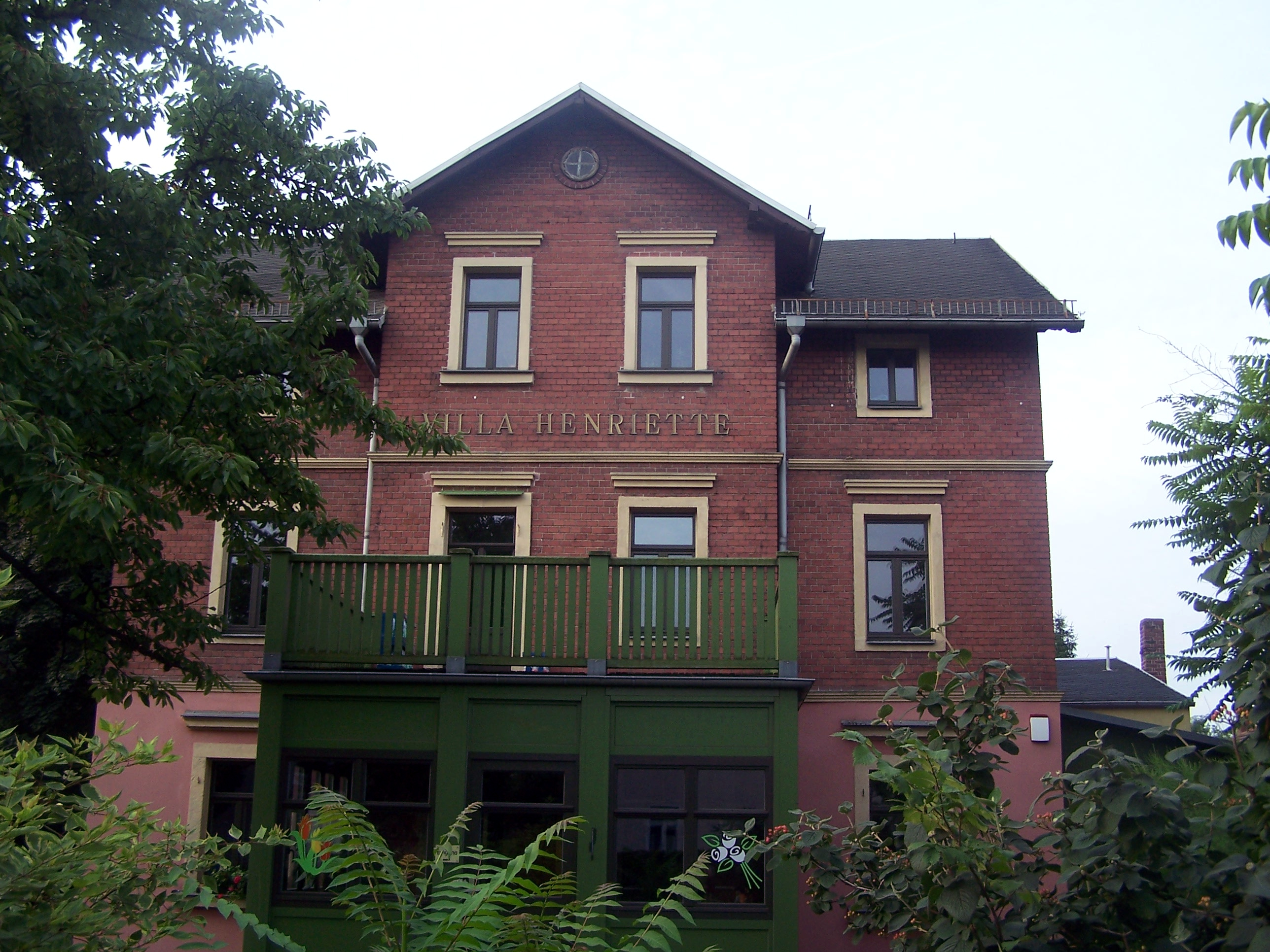
Villa Henriette

Die Villa Henriette steht in der Meißner Straße 101 in der Gemarkung Radebeul der sächsischen Stadt Radebeul. Sie wurde um 1884 erbaut und 1892 aufgestockt. Der Häusername geht auf die Eigentümerin Henriette Hippe vom Ende des 19. Jahrhunderts zurück.

## Beschreibung

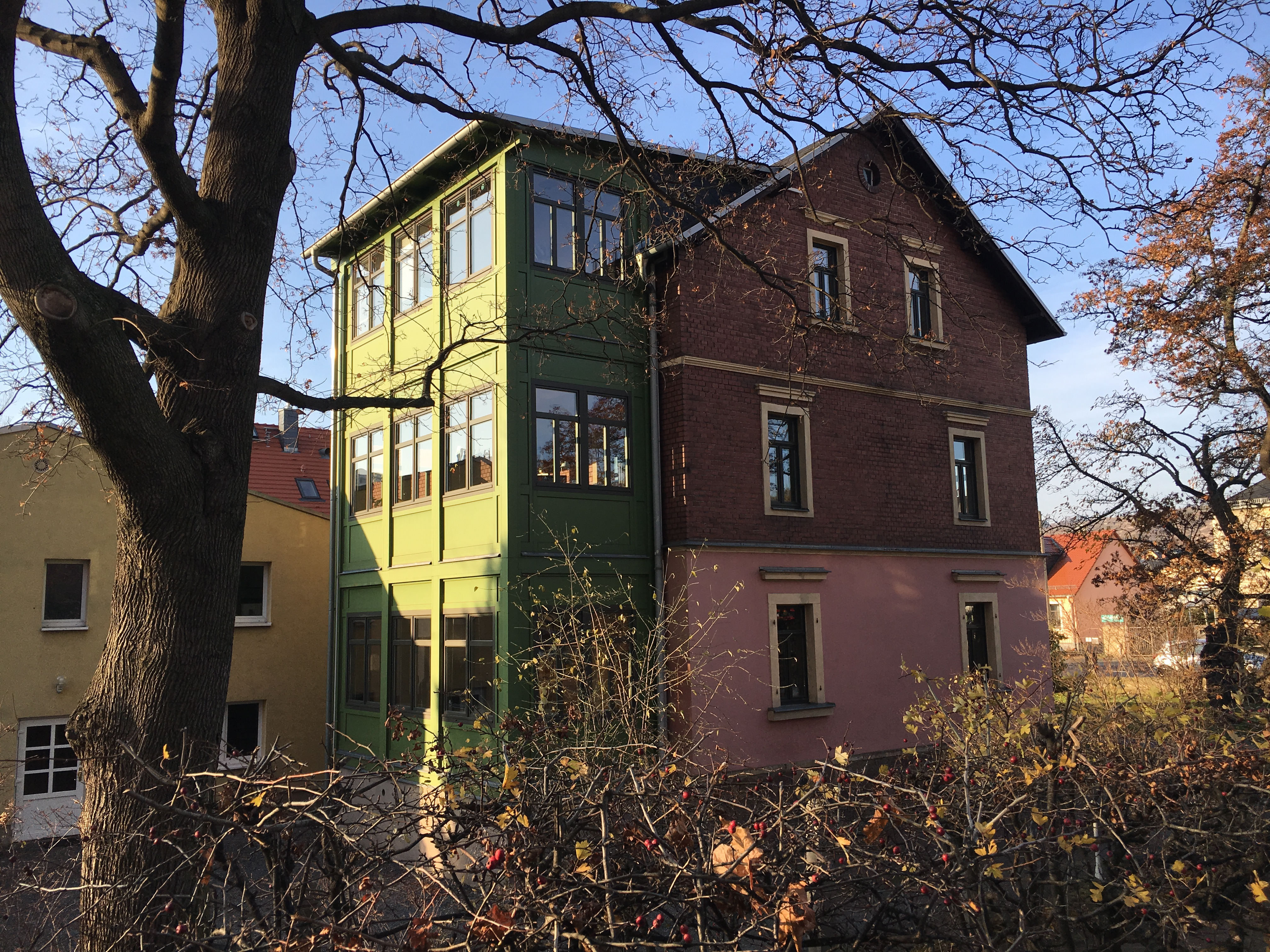
Gebäuderückseite

Lutherkirche, Schaubild von 1891. Rechts daneben die Villa Henriette (noch eingeschossig)

Die unter Denkmalschutz stehende landhausartige Villa liegt direkt westlich des Vorplatzes der Radebeuler Lutherkirche. Auf einem Sockel aus Polygonal-Bruchsteinmauerwerk erhebt sich ein zweigeschossiges Wohnhaus mit hohem Drempel und traufständigem Satteldach. Das Erdgeschoss ist verputzt, die anderen Etagen sind aus Blendziegelwerk.
Die vierachsige Straßenansicht ist symmetrisch aufgebaut, mittig steht ein zweiachsiger und dreigeschossiger Risalit mit einem Sparrengiebel. Vor dem Risalit steht ein moderner hölzerner Verandavorbau mit einer Freitreppe und einem Austritt obenauf. Die Veranda ersetzt einen sich ursprünglich an der Fassade befindlichen Balkon. In der rechten Seitenansicht steht ein Eingangsvorbau.
Die Fenster werden durch Sandsteingewände gefasst und durch Verdachungen geschützt. Die Erdgeschossfenster hatten ursprünglich Klappläden.

## Geschichte
Der eingeschossige Ursprungsbau wurde 1884 durch Carl Moritz Hoyer aus Reichenberg errichtet. 1892 ließ sich die Besitzerin Henriette Hippe, Namensgeberin des Gebäudes, ihr Haus durch Aufstockung um eine Etage vergrößern. Die Ausführung erfolgte durch den Niederneukircher Zimmermeister Erich Wobst. Der vorherige eingeschossige Zustand ist auf dem Schaubild mit der Kirche aus dem Jahr 1891 zu sehen.
Im Jahr 1907 wurde die ursprüngliche Einfriedung wegen der Verbreiterung der Meißner Straße zurückversetzt.
Im Juni 1924 heiratete der spätere Oberbürgermeister Heinrich Severit Linda Fata, die bei ihren Eltern in diesem Haus (damals als Leipziger Straße 47) wohnte. Das Paar hatte zwei Kinder und wohnte lange Jahre im Haus der Eltern, während Severit das Importgeschäft B. Fata leitete. Nach der Ernennung zum Oberbürgermeister erfolgte der Umzug in die Hindenburgstraße 49 (heute Hauptstraße 49), d. h. in das ehemalige Oberlößnitzer Rathaus, das zum Wohnhaus umgewidmet wurde.